# Stylidium decipiens
Stylidium decipiens este o specie de plante dicotiledonate din genul Stylidium, familia Stylidiaceae, ordinul Asterales. A fost descrisă pentru prima dată de Sherwin Carlquist, și a primit numele actual de la Wege. Conform Catalogue of Life specia Stylidium decipiens nu are subspecii cunoscute.